# 栢間村
栢間村（かやまむら）は埼玉県の東部、南埼玉郡に属していた村。

## 地理

### 河川
- 見沼代用水
- 野通川
- 栢間堀川（中落堀）
- 栢間赤堀
- 幹線堀
- 元荒川

湖沼
- 栢間沼
- 弁天沼

### 地名（小字）
栢間村（かやまむら）
| - 本村（ほんむら） - 陣屋（じんや） - 在家（ざいけ） - 大御（おほみ） - 小塚（こうつか） - 下在（しもざい） - 沼尻（ぬまじり） - 上在（かみざい） | - 埜田（やのた） - 古宮（こうみや） - 荒川部（あらかはべ） - 堰下（せきした） - 田中（たなか） - 道明（どうみよう） - 曽根（そね） |

柴山枝郷（しばやましごう）
| - 小上（このかみ） - 小下（このしも） - 神の木（かみのき） - 丸谷（まるや） | - 上野中（かみやなか） - 下野中（しもやなか） - 新田（しんでん） |

## 歴史
- 1881年（明治14年）11月7日 - 旧来の栢間村が上栢間村（かみかやまむら）と下栢間村（しもかやまむら）とに分村する。
- 1889年（明治22年）4月1日 - 町村制施行により、上栢間村、下栢間村、柴山枝郷が合併し南埼玉郡栢間村が成立する。
- 1954年9月1日 - 菖蒲町・三箇村・小林村・大山村大字上大崎と合併し、改めて菖蒲町が発足。同日栢間村廃止。

## 神社・仏閣・遺跡など
- 天王山塚古墳
- 神明神社